# Lego Worlds
Lego Worlds (En español Lego Mundos) es un videojuego de mundo abierto desarrollado por Traveller's Tales y publicado por Warner Bros. Interactive Entertainment. El juego permite a los jugadores construir en un mundo generado por procedimientos 3D. Una versión beta del juego fue lanzada el 1 de junio de 2015 en Steam Early Access. Fue lanzado el 7 de marzo de 2017 para Microsoft Windows, PlayStation 4, Xbox One y Nintendo Switch

## Monstruos
El DLC de Lego Worlds de monstruos salió el 25 de octubre de 2017. El DLC trae muchos personajes, vehículos y estructuras nuevas. Este DLC cuesta 2,99€ euros en Steam, PlayStation 4 y XBOX ONE. En Nintendo Switch ha salido gratis.

## Jugabilidad
Lego Worlds permite a los jugadores construir un mundo compuesto por ladrillos de Lego. El jugador es recompensado por recoger objetos repartidos por el mapa con "studs", una moneda dentro del juego parecida a la pieza 1 por 1`(la más pequeña de lego), que puede presentarse en diferentes colores. El jugador puede construir utilizando los elementos que ha encontrado. Los jugadores pueden crear su propio mundo usando estructuras predefinidas de Lego o usando la "herramienta de editor de ladrillo por ladrillo". Apariciones de los jugadores y trajes también son personalizables en el juego. El terreno y el entorno pueden modificarse mediante herramientas de jardinería. Una variedad de vehículos, como helicópteros y criaturas también se presentan en el juego. Una opción multijugador y características para el mundo de compartir se establecen para ser añadido al juego a través de actualizaciones posteriores.

## Desarrollo
Antes del lanzamiento oficial del juego, fue bromeado en la parte trasera del manual de construcción de un juego de Lego. Se anunció formalmente el 1 de junio de 2015 con una versión simultánea de acceso anticipado en Steam para permitir a la comunidad de juegos proporcionar retroalimentación para mejoras continuas y la integración de contenido adicional en el tiempo.